# Sindigué Caltouma
Sindigué Caltouma, née en 1995 au Tchad, est une reine de beauté tchadienne, couronnée Miss Tchad 2019. Elle est la 11e Miss Tchad.

## Éléments personnels

### Biographie
Née au Tchad et vivant à N'Djaména, Sindigué Caltouma a étudié au lycée Thuriaf Bantsantsa de Port-Gentil (Gabon) et au collège évangélique. Elle est diplômée d'un brevet de technicienne supérieure en journalisme.

### Engagements
Sindigué Caltouma est engagée dans la lutte contre le cancer du col de l'utérus, qu'elle considère comme « un véritable problème de santé publique ».

## Concours de beauté
Le 9 février 2019, au palais du 15 janvier de N'Djaména, Sindigué Caltouma, représentant la région de Tandjilé, est élue Miss Tchad 2019, succédant ainsi à Mingar Beimbaye.